# Жуковиці (Свентокшиське воєводство)
Жуковиці (пол. Żukowice) — село в Польщі, у гміні Новий Корчин Буського повіту Свентокшиського воєводства.
Населення — 80 осіб (2011).
У 1975-1998 роках село належало до Келецького воєводства.

## Демографія
Демографічна структура на день 31 березня 2011 року:
|          | Загалом | Допрацездатний вік | Працездатний вік | Постпрацездатний вік |
| -------- | ------- | ------------------ | ---------------- | -------------------- |
| Чоловіки | 42      | 8                  | 29               | 5                    |
| Жінки    | 38      | 4                  | 18               | 16                   |
| Разом    | 80      | 12                 | 47               | 21                   |